# Lista de acordos ambientais internacionais
Esta lista de acordos ambientais internacionais inclui os principais tratados, convenções e protocolos ambientais firmados nas últimas décadas. A maioria dos acordos é juridicamente vinculante aos países que os ratificaram formalmente. Alguns deles, como o Protocolo de Quioto, diferenciam os tipos de países e as respectivas responsabilidades de cada nação nos termos do acordo. Existem centenas de acordos ambientais internacionais, mas a maioria abrange apenas um número limitado de países. Os acordos bilaterais ou trilaterais, apesar de serem obrigatórios apenas para os países que os ratificaram, são essenciais no regime ambiental internacional. Além das convenções listadas abaixo, mais de 3.000 instrumentos ambientais internacionais foram identificados pelo Projeto de Banco de Dados da Agência Internacional de Energia (AIE).

## Ordem alfabética
- Acordo da ASEAN sobre poluição transnacional por neblina, 2002;[3]

- Acordo de Bonn, 1969;[4]

- Acordo de Paris, 2015;[5]

- Acordo de 30 de setembro de 1957 sobre o Transporte Internacional de Produtos Perigosos por Estrada, 1957;[6]

- Acordo China-Austrália sobre aves migratórias, 1986;[7]

- Acordo Europeu sobre Transporte Internacional de Produtos Perigosos por Hidrovias Internas, 2000;[8]

- Acordo Internacional sobre Madeiras Tropicais, 1994;[9]

- Acordo Norte-Americano de Cooperação Ambiental, 1994;[10]

- Acordo para a Conservação das Aves Aquáticas Migratórias Afro-Euroasiáticas, 1995;[11]

- Código Internacional de Conduta da FAO sobre Distribuição e Uso de Pesticidas, 1985;[12]
- Comissão Internacional para a Conservação dos Tunídeos do Atlântico, 1966;[13]

- Compromisso Internacional da FAO sobre Recursos Genéticos Vegetais, 1983;[14]

- Convenção Alpina, 1991 (inclui um conjunto de 8 protocolos);[15]

- Convenção da ONU sobre Armas Convencionais, 1980;[16]

- Convenção das Nações Unidas para o Combate à Desertificação, 1994;[17]

- Convenção das Nações Unidas sobre o Direito do Mar, 1982;[18]

- Convenção de Bamako, 1991;[19]

- Convenção de Barcelona, 1976;[20]

- Convenção de Basileia, 1989;[21]

- Convenção de Bona, 1979;[22]

- Convenção de Espoo, 1997;[23]

- Convenção de Estocolmo, 2001;[24]

- Convenção de Helsinque sobre a Proteção do Ambiente Marinho da Área do Mar Báltico, 1992;[25]

- Convenção de Londres, 1972;[26]

- Convenção de Minamata sobre Mercúrio, 2013;[27]

- Convenção de Modificação Ambiental, 1977;[28]

- Convenção de Nairóbi, 1985;[29]

- Convenção de Roterdã, 2004;[30]

- Convenção de Viena para a Proteção da Camada de Ozônio, 1985;[31]

- Convenção de Viena sobre Responsabilidade Civil por Danos Nucleares, 1963;[32]

- Convenção de Waigani, 1995;[33]

- Convenção do Programa Regional dos Mares do PNUMA;[34]

- Convenção Internacional para a Prevenção da Poluição Causada por Navios, 1973;[35]

- Convenção Internacional para a Prevenção da Poluição do Mar por Óleo, 1954, 1962 e 1969;[36]

- Convenção Internacional para a Regulação da Atividade Baleeira, 1946;[37]

- Convenção OSPAR, 1992;[38]

- Convenção para Conservação dos Recursos Vivos Marinhos Antárticos, 1980:[39]
  - Medidas para a Conservação da Fauna e da Flora Antárticas;[40]
  - Convenção para a Conservação das Focas Antárticas;[41]

- Convenção para a Cooperação na Proteção e Desenvolvimento do Meio Ambiente Marinho e Costeiro da Região da África Ocidental e Central, 1981;[42]

- Convenção para a Proteção do Meio Ambiente Marinho e da Área Costeira do Sudeste do Pacífico, 1981;[43]

- Convenção para a Proteção dos Recursos Naturais e do Meio Ambiente da Região do Pacífico Sul, 1986;[44]

- Convenção para a Proteção e o Desenvolvimento do Meio Ambiente Marinho da Região Ampliada do Caribe, 1993;[45]

- Convenção-Quadro das Nações Unidas sobre a Mudança do Clima, 1992;[46]

- Convenção-Quadro para a Proteção do Ambiente Marinho do Mar Cáspio, 2006;[47]

- Convenção-Quadro sobre a Proteção e o Desenvolvimento Sustentável dos Cárpatos;[48]

- Convenção Regional do Kuwait para Cooperação na Proteção do Ambiente Marinho contra a Poluição, 1978;[49]

- Convenção Regional para a Conservação do Mar Vermelho e do Meio Ambiente do Golfo de Aden, 1982.[50]

- Convenção sobre Acesso à Informação, Participação Pública na Tomada de Decisões e Acesso à Justiça em Questões Ambientais, 1985;[51]

- Convenção sobre Assistência em Caso de Acidente Nuclear ou Emergência Radiológica, 1986;[52]

- Convenção sobre a Poluição Atmosférica Transfronteiriça a Longa Distância, 1979;[53]

- Convenção sobre a Proteção do Mar Negro contra a Poluição, 1992;[54]

- Convenção sobre a Proteção e Utilização de Cursos de Água Transfronteiriços e Lagos Internacionais, 1992;[55]

- Convenção sobre a Vida Selvagem e os Habitats Naturais na Europa, 1979;[56]

- Convenção sobre as Armas Biológicas, 1972;[57]

- Convenção sobre as Armas Químicas, 1992;[58]

- Convenção sobre as Zonas Húmidas de Importância Internacional, 1971;[59]

- Convenção sobre Diversidade Biológica, 1992;[60]

- Convenção sobre Munições de Dispersão, 2008;[61]

- Convenção sobre Notificação Antecipada de um Acidente Nuclear, 1986;[62]

- Convenção sobre o Comércio Internacional das Espécies Silvestres Ameaçadas de Extinção, 1973;[63]

- Convenção sobre os Efeitos Transfronteiriços de Acidentes Industriais, 1992;[64]

- Convenção sobre Pesca e Conservação dos Recursos Vivos do Alto Mar, 1966;[65]

- Convenção sobre Poluição do Ar, Ruído e Vibração, 1977;[66]
- Convenção sobre Proteção da Natureza e Preservação da Vida Selvagem no Hemisfério Ocidental, 1940;[67]

- Convenção sobre Responsabilidade Civil por Danos Causados durante o Transporte de Mercadorias Perigosas por Rodovias, Ferrovias e Embarcações de Navegação Interior, 1989;[68]

- Convenção sobre Segurança Nuclear, 1994;[69]
  - Protocolo de Aarhus sobre Poluentes Orgânicos Persistentes;[70]
  - Protocolo de Compostos Orgânicos Voláteis;[71]
  - Protocolo de Gotemburgo;[72]
  - Protocolo de Metais Pesados;[73]
  - Protocolo de Óxido de Nitrogênio;[74]
  - Protocolos de Redução de Emissões de Enxofre de 1985 e 1994;[75]
  - Protocolo EMEP;[76]

- Declaração de Putrajaya de Cooperação Regional para o Desenvolvimento Sustentável dos Mares do Leste Asiático, 2003;[77]

- Diretiva sobre a proteção legal de invenções biotecnológicas, 1998;[78]

- Iniciativa Climática Ocidental, 2007;[79]

- Lei do Tratado sobre Aves Migratórias de 1918;[80]

- Parceria Ásia-Pacífico sobre Desenvolvimento Limpo e Clima, 2005;[81]

- Projeto de Conservação da Biodiversidade Costeira Marinha e Insular, 1997;[82]

- Protocolo de Cartagena sobre Biossegurança, 2000;[83]

- Protocolo de Genebra, 1928;[84]

- Protocolo de Montreal, 1989;[31]

- Protocolo de Nagoya sobre Acesso e Compartilhamento de Benefícios, 2010;[85]

- Protocolo de Proteção Ambiental do Tratado da Antártica, 1991;[86]

- Protocolo de Quioto, 2005;[87]
- Tratado da Comunidade da Energia do Sudeste Europeu, 2002;[88]

- Tratado de Interdição Completa de Ensaios Nucleares, 1996;[89]
- Tratado de Interdição Parcial de Ensaios Nucleares, 1963;[90]

- Tratado Internacional sobre Recursos Fitogenéticos para Alimentos e Agricultura, 2004;[91]

- Tratado sobre Mísseis Antibalísticos (Tratado ABM), 1972;[92]

## Ordem temática

### Geral
- Convenção Aarhus, 1988;

- Convenção de Espoo, 1991;

### Atmosfera
- Convenção sobre a Poluição Atmosférica Transfronteiriça a Longa Distância, 1979;
- Convenção sobre Aviação Civil Internacional, 1981;
- Convenção-Quadro das Nações Unidas sobre a Mudança do Clima, 1992 (inclui o Protocolo de Kyoto, 1997, e o Acordo de Paris, 2015);
- Estratégia Internacional da Bacia da Geórgia-Puget Sound, 2002;
- Acordo de qualidade do ar entre os EUA e o Canadá, 1986;
- Convenção de Viena para a Proteção da Camada de Ozônio, 1985 (inclui o Protocolo de Montreal, 1897);

### Recursos de água doce
- Convenção sobre a Proteção e Utilização de Cursos de Água Transfronteiriços e Lagos Internacionais, 1992;

### Substâncias perigosas
- Convenção sobre Responsabilidade Civil por Danos Causados durante o Transporte de Mercadorias Perigosas por Rodovias, Ferrovias e Embarcações de Navegação Interior, 1989;
- Convenção de Bamako, 1991;
- Convenção de Basileia, 1989;
- Convenção de Roterdã, 1998;

- Convenção sobre os Efeitos Transfronteiriços de Acidentes Industriais, 1992;

- Acordo Europeu sobre Transporte Internacional de Produtos Perigosos por Hidrovias Interiores, 2000;
- Acordo de 30 de setembro de 1957 sobre o Transporte Internacional de Produtos Perigosos por Estrada, 1957;
- Código Internacional de Conduta da FAO sobre Distribuição e Uso de Pesticidas, 1985;

- Convenção de Minamata sobre Mercúrio, 2013;
- Convenção de Estocolmo, 2001;

- Convenção de Waigani, 1995;

### Ambiente marinho - convenções globais
- Convenção de Londres, 1972;

- Convenção Internacional para a Prevenção da Poluição Causada por Navios, 1978;
- Convenção Internacional para a Prevenção da Poluição do Mar por Óleo, 1954, 1962 e 1969;
- Convenção Internacional sobre Responsabilidade Civil por Danos Causados por Poluição por Óleo, 1969, 1976, 1984 e 1992;[93]
- Convenção Internacional sobre o Estabelecimento de um Fundo Internacional para Compensação por Danos Causados por Poluição por Óleo, 1971 e 1992;[94]
- Convenção Internacional sobre Responsabilidade e Indenização por Danos Relacionados ao Transporte de Substâncias Perigosas e Nocivas por Mar, 1996;
- Convenção Internacional Relativa à Intervenção em Alto Mar em Casos de Acidentes com Poluição por Óleo, 1969;[95]
- Convenção Internacional sobre Preparação, Resposta e Cooperação em caso de Poluição por Óleo, 1960;
- Protocolo sobre Preparação, Resposta e Cooperação para Incidentes de Poluição por Substâncias Perigosas e Nocivas Protocolo OPRC-HNS, 2000;
- Convenção das Nações Unidas sobre o Direito do Mar, 1982;

### Ambiente marinho - convenções regionais
- Convenção para a Cooperação na Proteção e Desenvolvimento do Meio Ambiente Marinho e Costeiro da Região da África Ocidental e Central, 1981;

- Convenção de Barcelona, 1976;

- Convenção para a Proteção e o Desenvolvimento do Meio Ambiente Marinho da Região Ampliada do Caribe, 1993;

- Convenção de Nairóbi, 1985;

- Convenção para a Proteção do Meio Ambiente Marinho e da Área Costeira do Sudeste do Pacífico, 1981;

- Convenção OSPAR, 1992;

- Convenção para a Proteção dos Recursos Naturais e do Meio Ambiente da Região do Pacífico Sul, 1986;

- Convenção sobre a Proteção do Mar Negro contra a Poluição, 1992;
- Convenção de Helsinque sobre a Proteção do Ambiente Marinho da Área do Mar Báltico, 1992;
- Convenção do Programa Regional dos Mares do PNUMA;
- Convenção-Quadro para a Proteção do Ambiente Marinho do Mar Cáspio, 2006;
- Convenção Regional do Kuwait para Cooperação na Proteção do Ambiente Marinho contra a Poluição, 1978;
- Convenção Regional para a Conservação do Mar Vermelho e do Meio Ambiente do Golfo de Aden, 1982.

### Recursos marinhos vivos
- Acordo sobre a Conservação de Pequenos Cetáceos dos Mares Báltico, Atlântico Nordeste, Irlandês e do Norte, 1994;[96]

- Acordo sobre a Conservação de Cetáceos do Mar Negro, do Mar Mediterrâneo e da Área Contígua do Atlântico, 2001;[97]

- Acordo sobre a Conservação dos Albatrozes e Petréis, 2001;[98]

- Convenção de Bona, 1983;

- Comissão Internacional para a Conservação dos Tunídeos do Atlântico, 1966;

- Convenção Internacional para a Regulação da Atividade Baleeira, 1946;

- Convenção para Conservação dos Recursos Vivos Marinhos Antárticos, 1980:
  - Medidas para a Conservação da Fauna e da Flora Antárticas;
  - Convenção para a Conservação das Focas Antárticas;

### Conservação da natureza e recursos vivos terrestres
- Organização do Tratado de Cooperação Amazônica, 1995;[99]

- Tratado da Antártida, 1961;[100]

- Convenção sobre Diversidade Biológica, 1992;

- Acordo para a Conservação das Aves Aquáticas Migratórias Afro-Euroasiáticas, 1995;

- Convenção sobre o Comércio Internacional das Espécies Silvestres Ameaçadas de Extinção, 1973;

- Convenção sobre Proteção da Natureza e Preservação da Vida Selvagem no Hemisfério Ocidental, 1940;

- Convenção das Nações Unidas para o Combate à Desertificação, 1994;

- Compromisso Internacional da FAO sobre Recursos Genéticos Vegetais, 1983 (reforçado em 2001 pelo Tratado Internacional sobre Recursos Fitogenéticos para Alimentos e Agricultura);

- Acordo Internacional sobre Madeiras Tropicais, 1994;

- Memorando de Entendimento sobre a Conservação de Aves de Rapina Migratórias na África e na Eurásia;[101]

- Convenção sobre as Zonas Húmidas de Importância Internacional, 1971;

- Convenção para a Proteção do Patrimônio Mundial, Cultural e Natural, 1972;[102]

### Poluição sonora
- Convenção sobre Poluição do Ar, Ruído e Vibração, 1977;

### Segurança nuclear
- Tratado de Interdição Completa de Ensaios Nucleares, 1996;

- Convenção sobre Assistência em Caso de Acidente Nuclear ou Emergência Radiológica, 1986;

- Convenção sobre Notificação Antecipada de um Acidente Nuclear, 1986;

- Convenção sobre Segurança Nuclear, 1996;

- Tratado de Interdição Parcial de Ensaios Nucleares, 1963;

- Convenção de Viena sobre Responsabilidade Civil por Danos Nucleares, 1977.